# Bjerg
Bjerge kan være dannede ved vulkansk aktivitet, ved forskydninger i jordskorpen eller ved borterodering af omkringliggende, bløde bjergarter.
Det er omdiskuteret, hvilke kriterier, der gælder for, at en bakke kan kaldes et bjerg. Dog er emner, som består af hårde bjergarter og som er i naturlig forlængelse af grundfjeldet ikke en bakke, men derimod et bjerg, næsten uanset hvor lille emnet er. Der er i vore dage almindelig enighed om, at ingen bakker i Danmark kvalificerer sig til titlen, selvom de har et navn, hvor ordet bjerg indgår. I Encyclopædia Britannica er et krav en minimumshøjde på 610 meter. I Danmark har bjerge været sat ved højder på over 200 m over havet.
Et undersøisk bjerg eller undervandsbjerg er et bjerg under (hav)vand. Der er opdaget omkring 20.000 undervandsbjerge indtil 2014.

## Beskrivelse
Bjerges højde kan måles ved deres højde over havets overflade, den absolutte højde, hvorimod den relative højde er højdeforskellen mellem bjergets top og den basis, hvorpå det hviler. Et bjergs eller en bjergkædes højde kan derfor tilsyneladende være meget forskellig efter det standpunkt, hvorfra man ser det. Man kan skelne mellem en bjergtop, det vil sige et bjergs højeste punkt, en bjergkam, det vil sige et længere forløb af højdepunkter, bjergsiden, samt bjergets laveste og lettest tilgængelige steder, der kaldes bjergpas.
Efter dannelsesmåden skelner man imellem tektoniske bjerge, hvis opståen skyldes forskydninger i jordskorpen, vulkanske bjerge, der er opstået ved ophobning af udbrudsprodukter fra et krater, og erosionsbjerge, der fremkommer ved vand og vinds nedbrydning af jordoverfladen, idet særlig modstandsdygtige partier bliver stående tilbage som bjerghøjder.
Relativt nye bjerge er dannede ved forskydninger i jordskorpen og kendetegnes som store bakker med smalle kløfter. De midaldrende bjerge har brede dale, der er fyldt op med grus og sten. Helt gamle bjerge er klippeknolde, hvor kun det hårdeste står tilbage som øer på en slette – f.eks. taffelbjerg eller plateau. Det vil sige, at kløfterne gradvis bliver til dale, som bliver bredere, som vokser sammen til sletter, efterhånden som bjergkammene forsvinder.
Det højeste bjerg i verden er Mount Everest (Nepal), mens det er lidt uklart hvilket der er det højeste i Europa; Hvis man medregner den vestkaukasiske bjergkæde til Europa, bliver det 5642 meter høje Elbrus Europas højeste bjerg. Men ofte regnes i stedet Manytj-lavningen umiddelbart nord for foden af bjergkæden for grænsen, og i så fald er det 4.807 meter høje Mont Blanc i Alperne Europas højeste bjerg.

## Dannelse
Højdeforskellighederne på jordoverfladen skyldes væsentlig to bevægelser i jordskorpen, nemlig forskydninger langs brudlinier og bjergkædefoldning, og herefter findes to hovedtyper af bjerge: brudbjerge og foldebjerge.
Jordskorpen er ved brud delt i et stort antal flager, som har forskudt sig i forhold til hverandre, således at nogle har hævet sig, andre har sænket sig. Under forskydningerne er mange flager blevet vippet i en skrå stilling. Brudbjergene danner større og mindre plateauer. Når de er unge, er plateaukarakteren mest udpræget, men efterhånden fures randen af flodernes erosionskløfter, som over tid arbejder sig længere og længere ind i flagen og omdanner den til bjerge, men selv i stærkt sønderskårne bjerge, fx Sachsisk Schweiz, kan man dog tydelig se, af de uden floddalene ville være en sammenhængende højslette. Forskydningerne i jordskorpen skyldes bestanddelenes uensartethed. Tyngdemålingerne har vist, at de højtliggende flager af jordskorpen gennemgående består af lettere bestanddele end de dybest liggende, og at navnlig jordskorpen under oceanernes bund er dannet af særlig tunge bestanddele. Man har da opstillet isostasiens lov, som siger, at de tungere og de mindre vægtfyldige bestanddele i jordskorpen ved deres forskellige højde søger at komme i ligevægt med hverandre. Ligevægten forstyrres imidlertid stadig ved, at det rindende vand fører stof bort fra landet og aflejrer det i havet. Hvis jordskorpen var en tynd skal om en flydende kerne, ville den briste, så snart som ligevægten forstyrredes, og den fuldstændige isostasi ville hurtig genoprettes. Jordskælvsforskninger har imidlertid vist, at jordens indre har en stivhed, der er lige så stor som en stålkugles. Når ligevægten forstyrres, opstår der da spændinger, og når disse har nået en vis størrelse, udløses de ved bevægelse, der giver sig til kende som jordskælv.
Bjergkædefoldningerne består, som navnet antyder, i, at dele af jordskorpen lægger sig i folder, der danner bjergkæder. Samtidig med, at disse dannes, fures bjergkæderne imidlertid af vandløbenes erosion, og derved opstår de takkede rygge med toppe og passer. Foldningerne optræder ikke jævnt på jordskorpen og har heller ikke været lige hyppige i alle geologiske perioder.
Bjerge og bjergkæder kan spores tilbage til kontinentalplader, som kolliderer. Dette kan gøre, at jordskorpen foldes opover (danne top) eller nedover (danne en dal, en synklinal), eventuelt foldes op og lægges vertikalt, således at ældre bjerge lægges over yngre. Hvis en plade forskydes under en anden (subduktion), får man bjerge som i Alperne. Erosion, folding, pres fra is og befolkning gør, at det som oprindelig var bjerg, i dag fremstår som fladmark. I silur blev den kaledonske bjergkæde dannet fordi jordpladen med Grønland stødte sammen med den norske og dannede overskydninger, hvis rester finnes i nutidens norske bjergrige vestkyst.

## Klimatiske forhold
Jo længere man bevæger sig op ad et bjerg, jo koldere bliver det. En tommelfingerregel siger, at temperaturen falder 1 °C for hver 200 meter. Som følge heraf har mange høje bjerge konstant snedække på toppen, selvom de ligger i tropiske områder. Snedækket stammer desuden fra nedbør, der tiltager i takt med, at højden stiger.
De bjerge, der ligger tæt på have, vil modtage store mængder med nedbør fra vindsiden, da den fugtige luft fra havet tvinges op over bjerget, og derved bliver luften afkølet. Vanddampen bliver til dråber, og det begynder at regne. På den modsatte side af bjerget vil luften være meget tør, og derfor falder der ikke så meget regn. Nogle gange kan luften være så tør og varm, at der på læsiden af bjerget ligefrem opstår en ørken.
Over et bestemt punkt/grænse vokser der ikke træer. Denne grænse kaldes for trægrænsen. Over trægrænsen vil der i stedet kun vokse buske og græs. Under grænsen kan der være meget frodigt med planter, og nedbørsforholdene kan skabe optimale vækstbetingelser for ellers sjældne plantearter.
Selvom træerne nemt kan tåle hård frost, er det en forudsætning, at temperaturen ligger over 0 °C i en del af året. Ellers kan de ikke vokse, sætte nye skud og blomstre.

## Verdens højeste bjerge
Der er 14 bjerge i verden, som er 8.000 meter over havets overflade eller mere.
| Nr. | Bjerg         | Land          | Højde   | Billede       |
| --- | ------------- | ------------- | ------- | ------------- |
| 1.  | Mount Everest | Nepal/Kina    | 8.848 m | Mount Everest |
| 2.  | K2            | Pakistan/Kina | 8.611 m | K2            |
| 3.  | Kangchenjunga | Nepal/Indien  | 8.586 m | Kangchenjunga |
| 4.  | Lhotse        | Nepal         | 8.516 m | Lhotse        |
| 5.  | Makalu        | Nepal         | 8.462 m | Makalu        |
| 6.  | Cho Oyu       | Nepal         | 8.201 m | Cho Oyu       |
| 7.  | Dhaulagiri    | Nepal         | 8.167 m | Dhaulagiri    |
| 8.  | Manaslu       | Nepal         | 8.156 m | Manaslu       |
| 9.  | Nanga Parbat  | Pakistan      | 8.125 m | Nanga Parbat  |
| 10. | Annapurna     | Nepal         | 8.091 m | Annapurna     |
| 11. | Gasherbrum I  | Pakistan/Kina | 8.068 m | Gasherbrum I  |
| 12. | Broad Peak    | Pakistan/Kina | 8.047 m | Broad Peak    |
| 13. | Gasherbrum II | Pakistan/Kina | 8.035 m | Gasherbrum II |
| 14. | Shisha Pangma | Nepal/Tibet   | 8.013 m | Shisha Pangma |

- Wikimedia Commons har flere filer relateret til Bjerg